# Władysław Sarna
Władysław Józef Sarna (ur. 25 kwietnia 1858 w Strzyżowie, zm. 9 stycznia 1929 w Przemyślu) – polski ksiądz rzymskokatolicki, prałat papieski i infułat dziekan Kapituły katedralnej w Przemyślu, społecznik, historyk i etnograf.

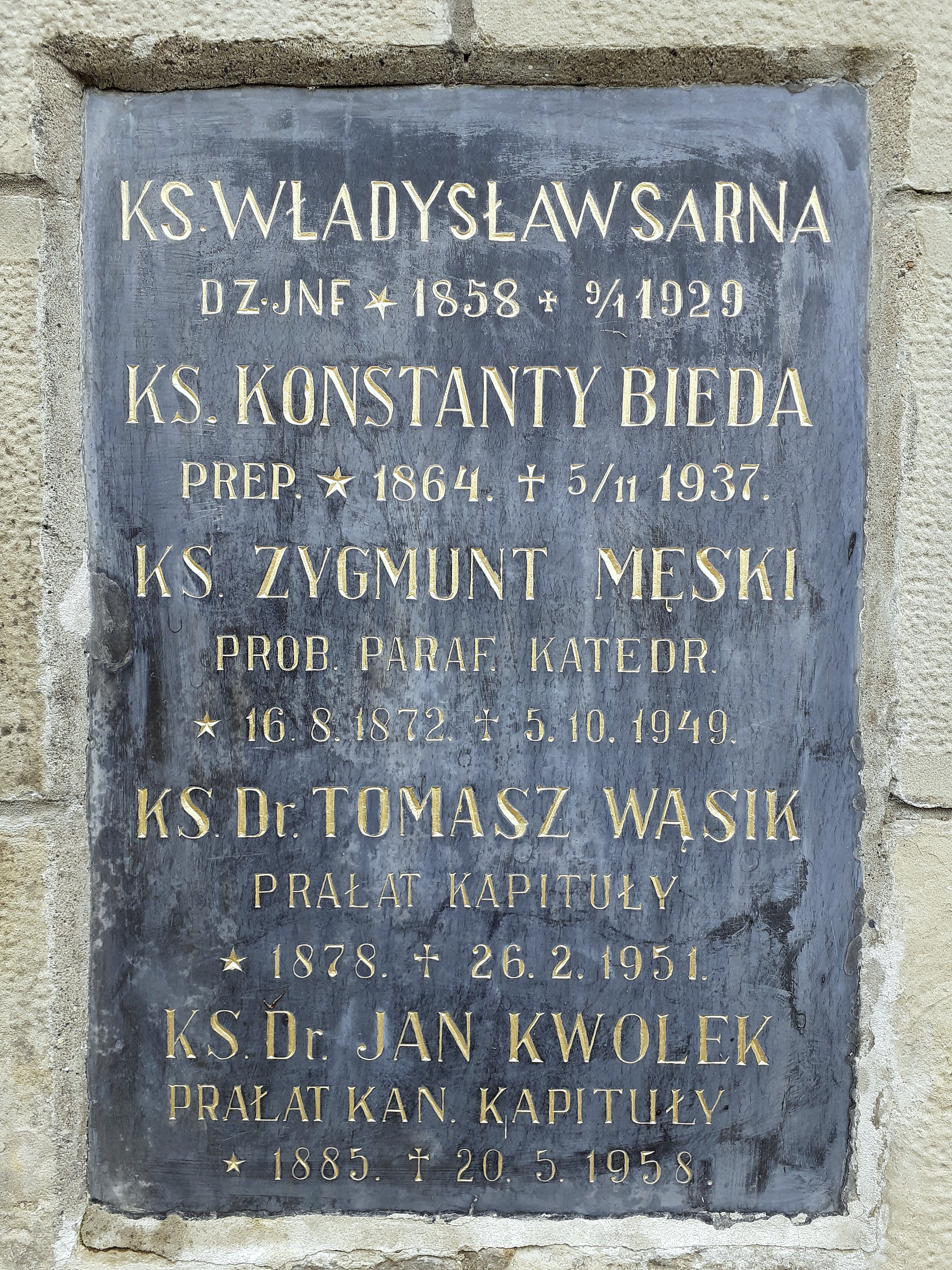
Tabliczka nagrobna ks. Władysława Sarny

## Życiorys
Urodził się 25 kwietnia lub 25 czerwca 1858 w Strzyżowie. Był synem Józefa. 2 lipca 1879 zdał egzamin dojrzałości w C. K. I Gimnazjum w Rzeszowie. Po studiach teologicznych, w seminarium przemyskim z rąk rektora ks. Marcina Skwierczyńskiego, otrzymał święcenia kapłańskie dnia 22 lipca 1883. Przez cztery lata był wikarym w Krośnie. W latach 1887–1890 był wikarym w Katedrze Przemyskiej. Przez 18 lat pełnił posługę kapłańską w Szebniach, a następnie przez osiem miesięcy był proboszczem Parafii Przemienienia Pańskiego w Sanoku na przełomie 1908/1909. Jednocześnie w październiku 1908 ze stanowiska poddziekana jasielskiego został mianowany na urząd poddziekana (prodziekana) sanockiego (zastępując Józefa Datę, który został dziekanem). W 1908 jako duchowny obrządku łacińskiego został wybrany na członka C. K. Rady Szkolnej Okręgowej w Sanoku. W 1909 został infułatem, 15 maja 1909 kanonikiem katedralnym przemyskim. W 1909 został instytuowany na kanonię katedralną w Przemyślu. W tym samym roku objął obowiązki proboszcza kościoła katedralnego i parafii w Przemyślu oraz dziekana dekanatu miejskiego przemyskiego. W 1914 otrzymał tytuł prałata domowego Ojca Świętego. Pod koniec 1926 jako scholastyk kapituły katedralnej został dziekanem infułatem tejże kapituły.
Obok pracy duszpasterskiej zakładał Kółka rolnicze, Kasy Stefczyka, był przewodniczącym powiatowego Zarządu przemyskiego Towarzystwa Kółek rolniczych, członkiem wydziału koła Towarzystwa Szkoły Ludowej im. H. Sienkiewicza w Przemyślu. 30 września 1908 został wybrany członkiem wydziału Kasy Oszczędności Miasta Sanoka. Około 1908 był prezesem zarządu powiatowego w Sanoku Towarzystwa „Kółek Rolniczych” z siedzibą we Lwowie, później był II wiceprezesem zarządu powiatowego w Przemyślu.
Pozostawił po sobie dość pokaźną spuściznę literacką, m.in. poświęconą ks. Feliksowi Dymnickiemu, katechecie rzeszowskiego gimnazjum. Pisze "Przygotowanie do I. spowiedzi i Komunii św.", podejmuje się prac historycznych: Opis powiatów krośnieńskiego i jasielskiego, dzieła cenione przez fachową krytykę. Ostatnim największym dziełem było: "Biskupi przemyscy", doprowadzone do śmierci biskupa Soleckiego.
Zmarł na atak serca 9 stycznia 1929 w Przemyślu. Został pochowany w grobowcu kapituły przemyskiej na cmentarzu Głównym w Przemyślu 12 stycznia 1929.
27 listopada 1929 pośmiertnie został odznaczony Krzyżem Oficerskim Orderu Odrodzenia Polski „za humanitarną pracę na polu opieki nad sierotami wojennymi”.

## Publikacje
- Wspomnienie o księdzu Feliksie Dymnickim (1886, Rzeszów)
- Dzieje diecezji przemyskiej obrządku łacińskiego (1902, Przemyśl)
- Opis powiatu krośnieńskiego pod względem geograficzno-historycznym (1898, Przemyśl; wydanie ponownie 2003, ISBN 83-86588-52-7)
- Wizytki wilneńskie w Jaśle. Kilka wspomnień na podstawie kroniki klasztornej (1905, Przemyśl)
- Opis powiatu jasielskiego (1908, Jasło, ISBN 83-7343-071-7)
- Dzieje dyecezyi przemyskiej obrządku łac(ińskiego). Cz. 2, Episkopat przemyski o. ł. (obrządku łacińskiego) (1910, Przemyśl)